# Rogerus från Helmarshausen
Rogerus från Helmarshausen var en tysk målare, guldsmed och konstteoretiker som levde omkring år 1100 som benediktinmunk i klostret Helmarshausen vid Paderborn. 
Av hans arbeten inom konsthantverket finns två små altaren i Paderborn, ett par andra föremål i Triers domkyrkas ägo och i Berlin. Enligt äldre, numera ifrågasatta, teorier skrev Rogerus under märket Theophilus en berömd traktat Schedula diversarum artium, som innehöll en bok om målning, färgblandning, bindemedel, en uteslutande om glasmålning och en om metallarbeten.